# فندق أربيز
فندق أربيز (المسمى كذلك الفندق الفرنسي السويسري) من أغرب فنادق العالم، إذ أنه يقع على الحدود الدولية بين دولتين، فرنسا من جهة، وسويسرا من جهة أخرى. يقع الفندق بالضبط في بلدة لا كيور، التي تنقسم بدورها في الحدود بين البلدين.

## خلفية تاريخية
نشأ الوضع الغريب للفندق نتيجة لنزاع بين فرنسا وسويسرا بشأن حيازة وادي دابيس، جنوب وغرب بلدة لا كيور الصغيرة. ورغم أن الوادي لم يكن ذا قيمة كبيرة كممتلكات إقليمية، إلا أنه وفر طريقًا عسكريًا يمكن الوصول إليه بين فرنسا وسافوي. ضمته فرنسا النابليونية في عام 1802، وأعاده مؤتمر فيينا إلى سويسرا، ورغم أن الفرنسيين استمروا في المطالبة باسترداده. بعد عدة محاولات للاستحواذ على المنطقة والتي قوبلت بالرفض القاطع من قبل السويسريين، قررت فرنسا في عام 1862 تقديم قسم قريب من أراضيها، مماثل في الحجم، في المقابل. وافق السويسريون، وتم التوقيع على معاهدة وفقًا لذلك في برن تم بموجبها تغيير أقل من 8 كيلومتر مربع (3 ميل2) بينهما. وبينما كانت لا كور تقع بالكامل داخل فرنسا، كان من المقرر أن تقطع الحدود الجديدة القرية (بما في ذلك بعض المساكن والحانة) إلى نصفين. نصت المعاهدة على أن أي مبنى قائم بالفعل مقسم بواسطة الحدود يجب أن يُترك دون مساس. وهذا أعطى أحد رجال الأعمال المحليين فكرة.

## البناء
في وقت توقيع المعاهدة في ديسمبر 1862، كانت الأرض التي يشغلها فندق أربيز حاليا مملوكة لمواطن فرنسي يدعى بونثوس. استغل البند المتعلق بترك المباني القائمة سابقًا دون مساس مقسمة بواسطة الحدود الجديدة، إلى جانب التأخير في التصديق من قبل البرلمان السويسري، فقام على عجل بتشييد مبنى من ثلاثة طوابق في موقع يمتد على الحدود، مع مساحه تبلغ ثلثها تقريبا في ما سيصبح الأراضي السويسرية، والثلثان المتبقيان في فرنسا. على أمل الاستفادة من حركة المرور عبر الحدود الجديدة، افتتح متجر بقالة في الجزء السويسري من المبنى وحانة في القسم الفرنسي. بحلول عام 1921، كان ورثة بونثوس قد واجهوا أوقاتًا عصيبة، وتم بيع المبنى إلى جول جان أربيز، الذي قام بإعادة تصميمه وإعادة افتتاحه كفندق.

## الفندق اليوم
حاليا تمر الحدود الفرنسية السويسرية عبر المطبخ وغرفة الطعام والممر والعديد من الغرف في الفندق:
- غرفة الطعام مقسمة بالحدود.[10]
- يقع البار بالكامل في فرنسا، على الرغم من أن الحدود تمر خارج بابه الأمامي مباشرةً.[11]
- السرير في جناح شهر العسل مقسم بالحدود، نصفه في فرنسا ونصفه الآخر في سويسرا.[12]
- تنقسم القاعة الرئيسية والسلالم إلى نصفين بواسطة الحدود. يقع النصف السفلي من السلالم في فرنسا، والنصف العلوي، الذي يبدأ من الدرجة السابعة، في سويسرا؛[11][13]
- تقع الحمامات في غرفة أخرى في فرنسا، بينما تقع بقية الغرفة في سويسرا.[14]
- يقع الملحق بالفندق بالكامل في سويسرا.[11]

اليوم، يتم تشغيل فندق أربيز بواسطة الشركة الفرنسية SARL Arbez Franco Suisse، التي تدفع الضرائب بالتساوي لكلا البلدين. عندما حظرت الحكومة الفرنسية التدخين في الحانات والمطاعم الفرنسية في عام 2008، تم تطبيق القاعدة في كل من الجانبين السويسري والفرنسي من غرفة الطعام.

## انظر ايضا
- الحدود الفرنسية السويسرية
- مكتبة ودار أوبرا هاسكل
- بارله ناساو (بلجيكا) - بارلة-هرتوخ (هولندا)